# Delphine Santiago
Delphine Santiago, née en 1979 est une jockey française. Arrivée à la compétition hippique en 1995, elle est actuellement la femme jockey la plus titrée de France avec un total de plus de 700 victoires et 17 Quintés +. Elle est également onze fois meilleure femme jockey de France sur le plat (Cravache d’or féminine).

## Biographie
Née le 28 février 1979, à Castres, dans une famille modeste qui ne travaille pas dans le monde hippique. Son père et sa sœur regardent des westerns quand elle est petite, ce qui l'attire vers les chevaux. Elle côtoie des chevaux en vacances puis monte sur l'un d'eux en 1986 et se met à faire des balades à cheval. Elle intègre à seulement 13 ans, l’AFASEC (Association pour la formation et l'action sociale dans les écuries de courses) de Mont-de-Marsan dans les Landes, et démarre sa formation de jockey,. En 1995, Delphine Santiago participe à sa première course sur la piste de Dax. Elle obtient sa première victoire au printemps. Elle se distingue en obtenant le titre de meilleur apprenti du Sud-Ouest en 1995 et 1996. En 1997, elle est la première femme à remporter l’Étrier d'Or des apprentis sur les courses de plat et s'adjuge également la première de ses onze Cravaches d'or féminine dont sept consécutives jusqu'en 2002.
En 2000, elle remporte son premier Quinté. Deux autres suivent en 2001 puis trois en 2002.

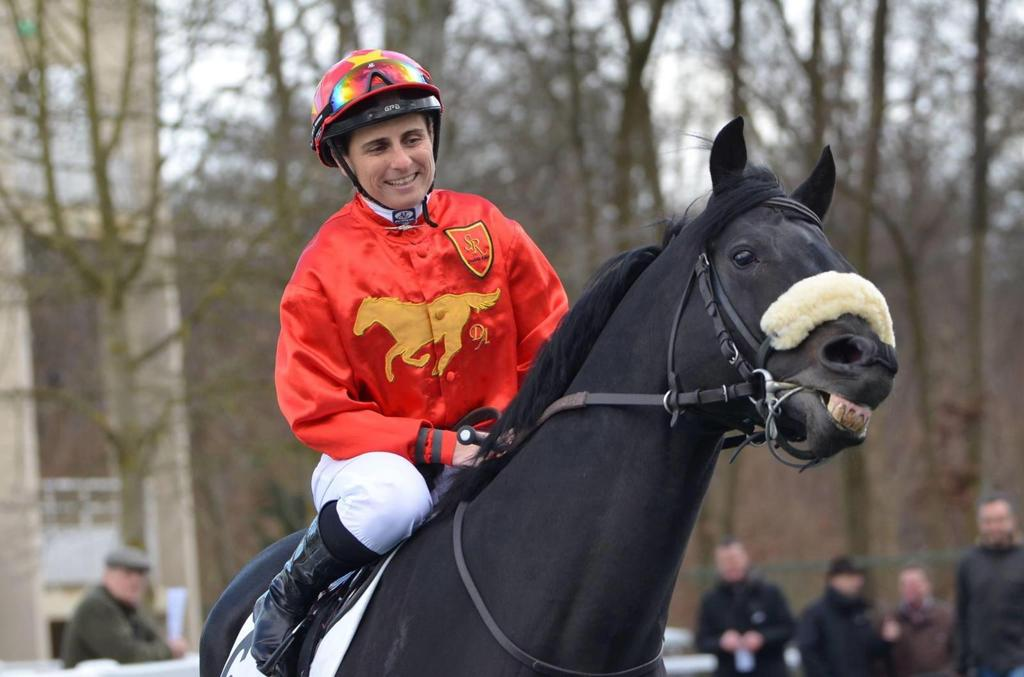
Delphine Santiago lors du Grand Handicap de Chantilly.

Le 22 mars 2003, son cheval chute pendant la course. Victime d’une fracture vertébrale, elle évite de peu la paralysie et ne peut, pendant un temps, concourir. Elle craint de ne plus monter et, se remettant en question, se rend compte de l'importance de passer du temps avec ses proches, ce qu'elle avait mis de côté. Elle remonte en selle en 2004, en free-lance, car limitée physiquement,. En 2005, elle a une double fracture tibia-péroné et en 2007 une fracture de la malléole externe.
En raison du milieu presque exclusivement masculin, elle déclare à cette même époque : « Lorsque l’on est une femme, il faut tout donner, autant qu’un homme, même plus ! ». En 2013, elle remporte pour la dixième fois dans sa carrière, la Cravache D'or féminine sur le plat. En juin 2017, en s’imposant à trois reprises à Ajaccio, la jockey réalise le premier triplé de sa carrière. Elle en réalise un deuxième quelques jours plus tard, toujours en corse, à Prunelli di Fium’Orbo. L'année 2017 est marquée par l'obtention d'une onzième cravache d'or féminin.
Le 3 février 2018 à l’hippodrome du Pont-Long, Delphine Santiago remporte la 400e victoire de sa carrière. L'année 2020 est marquée par une chute, le 2 août, qui demande une nouvelle intervention chirurgicale en raison d'une double fracture ouverte du tibia et du péroné,. 
Le 24 février 2023, elle est invitée à représenter la France au Challenge International des Jockeys de Riyad, en Arabie Saoudite. Au début de l'année 2024, Delphine Santiago remporte son dix-septième Quinté et en juin une 702e victoire, établissant un nouveau record du nombre de victoires au galop pour une femme jockey française. 
Elle milite pour l'égalité des genres dans les courses. Elle a renoncé à être mère jugeant ce rôle incompatible avec sa carrière en raison du temps nécessaire pour le remplir convenablement.

## Distinctions
- Meilleur apprenti du Sud-Ouest en 1995 et 1996[5].
- Étrier d'or des apprentis en 1997[7].
- Cravache d'or féminine - 1996, 1997, 1998, 1999, 2000, 2001, 2002, 2010, 2011, 2013 et 2017[8].